# Dalbergia carringtoniana
Dalbergia carringtoniana är en ärtväxtart som beskrevs av Sousa. Dalbergia carringtoniana ingår i släktet Dalbergia, och familjen ärtväxter. Inga underarter finns listade i Catalogue of Life.